# Саксонов, Николай Николаевич
Никола́й Никола́евич Саксо́нов (6 января 1923, с. Серга, Пермский уезд, Пермская губерния, РСФСР, СССР — 2 ноября 2011, Электроугли, Ногинский район, Российская Федерация) — советский тяжелоатлет, серебряный призёр Олимпийских игр в Хельсинки (1952), заслуженный мастер спорта СССР.

## Биография
Родился в семье врача.
Участник Великой Отечественной войны. Воевал в звании сержант на Западном фронте с 1942 года. Служил сначала разведчиком, а потом командиром разведывательного отделения 243 отдельной разведывательной роты 618-го стрелкового полка 159-й Краснознаменной ордена Суворова Витебской стрелковой дивизии 31-й Армии.
За взятие «языка» был награждён орденом Красной Звезды. Также за время боевых действий был удостоен двух медалей «За отвагу», медалей «За взятие Кёнигсберга», «За победу над Германией» и «За победу над Японией», юбилейными медалями. В 1985 году в связи с 40-летием Победы был награждён орденом Отечественной войны II степени. Имел три ранения. В 1944 году был тяжело ранен и отправлен в госпиталь в Свердловск.
В 1954 году за установление мирового рекорда в Ливане, награждён орденом Ливанского Кедра.
Выступал за клубы:
- 1947—1950 гг. «Локомотив» (Свердловск),
- 1951—1953 гг. СКА (Свердловск),
- 1954 г. — «Динамо» (Волгоград).

Чемпион мира и Европы 1953 г. (337,5 кг в троеборье), серебряный призёр Олимпийских игр в Хельсинки 1952 (332,5 кг). Установил 12 мировых рекордов. Чемпион СССР (1949, 1952, 1953).
Выступал на соревнованиях в возрасте 50 лет.
После ухода из большого спорта работал участковым врачом. В 1969 г. защитил диссертацию. Кандидат медицинских наук, доцент. Возглавлял кафедру атлетики Государственного Центрального института физической культуры.
Скончался 2 ноября 2011 года в Электроуглях после тяжёлой продолжительной болезни. Похоронен на кладбище «Бочевинка».

## Награды
- Медаль «За трудовую доблесть» (27.04.1957) — «за успехи, достигнутые в деле развития массового физкультурного движения в стране, повышения мастерства советских спортсменов, и успешное выступление на международных соревнованиях»